# Malcolm Ross
Malcolm David Ross (nacido en 1942) es un lingüista y profesor en la Universidad Nacional Australiana. Ha publicado diversos trabajos sobre la clasificación de las lenguas austronesias y las lenguas papúes, así como sobre lingüística histórica y contacto lingüístico (especialmente sobre metatipia). Fue elegido miembro de la Academia Australiana de Humanidades en 1996.
Ross ocupó el puesto de rector del Goroka Teachers' College en Papúa Nueva Guinea desde 1980 a 1982, tiempo durante el cual se interesó por las lenguas autóctonas y empezó a recolectar datos sobre ellas. En 1986, recibió su doctorado de la ANU habiendo sido sus directores de tesis Stephen Wurm, Bert Voorhoeve y Darrell Tryon. Su tesis doctoral versaba sobre la clasificación filogenética de las lenguas oceánicas de Melanesia occidental y contenía una reconstrucción temprana del idioma proto-oceánico. A Ross también se debe el concepto de encadenamiento lingüístico (ingl. linkage), es decir, una denominación para un grupo de lenguas que evoluciona mediante la diferenciación dialectal con contactos entre dialectos, más que de acuerdo a un esquema de árbol filogenético.
Junto con Andrew Pawley y Meredith Osmond, Ross ha desarrollado Proto-Oceanic Lexicon Project, que actualmente consta de muchos volúmenes de formas léxicas proto-oceánicas en numerosos dominios semánticos.
Más recientemente, Ross ha publicado trabajos sobre las lenguas formosanas y la clasificación de las lenguas papúes.